# FPC 6250
FPC 6250 bezeichnet einen Mehrzweck-Frachtschiffstyp, von dem zwei Einheiten auf der indischen Werft Bharati Shipyard für die Reederei Grona Shipping in Papenburg gebaut wurden.

## Geschichte
Der Schiffstyp wurde von der niederländischen Werft Scheepswerf Peters entworfen. Ursprünglich sollten sechs Einheiten für die in Papenburg ansässige Reederei Grona Shipping auf der indischen Werft Bharati Shipyard gebaut werden. Wegen finanzieller Probleme der Bauwerft annullierte die Reederei 2011 die Bestellung für vier noch ausstehende Einheiten der Serie. Die beiden bereits gebauten Einheiten waren am 15. Februar 2011 abgeliefert worden.
2016 wurden die Schiffe an das in Haren (Ems) ansässige Unternehmen HLB Hermann Lohmann Bereederungen verkauft.

## Beschreibung
Die Schiffe werden von einem Viertakt-Neunzylinder-Dieselmotor des Motorenherstellers Wärtsilä (Typ: 9L26) mit 2937 kW Leistung angetrieben. Der Motor wirkt über ein Untersetzungsgetriebe auf einen Verstellpropeller mit Becker-Ruder. Die Schiffe sind mit einem elektrisch mit 350 kW Leistung angetriebenen Bugstrahlruder ausgestattet. Für die Stromversorgung stehen ein von der Hauptmaschine angetriebener Wellengenerator und zwei von Sisu-Dieselmotoren mit jeweils 175 kW Leistung angetriebene Generatoren zur Verfügung. Weiterhin wurde ein von einem Valmet-Dieselmotor angetriebener Notgenerator verbaut.
Die Schiffe verfügen über zwei kastenförmige Laderäume. Laderaum 1 ist 27,3 m lang, Laderaum 2 ist 53,2 m lang. Die Räume sind 13,5 m breit und 9,0 m hoch. Laderaum 1 verjüngt sich im vorderen Bereich. Die Kapazität der Laderäume beträgt 9565 m³, 3102 m³ in Laderaum 1 und 6463 m³ in Laderaum 2. Die Laderäume sind mit Stapellukendeckeln verschlossen, die mithilfe eines Lukenwagens bewegt werden können. Die Tankdecke kann mit 15 t/m², die Lukendeckel können mit 1,65 t/m² belastet werden.
Die Schiffe sind für den Transport von Containern vorbereitet. Geladen werden können 20-, 40- und 45-Fuß-Container. Die Containerkapazität beträgt 333 TEU. 174 TEU können in den Laderäumen und 159 TEU an Deck geladen werden. In den Laderäumen können bis zu fünf Container nebeneinander und drei Lagen übereinander, an Deck können sechs Container nebeneinander und unter Berücksichtigung des Sichtstrahls bis zu drei Lagen übereinander geladen werden. Zwischen Laderaum 2 und dem Deckshaus sind Stellplätze für weitere 20-Fuß-Container vorhanden. Hier können fünf 20-Fuß-Container nebeneinander und drei Lagen übereinander geladen werden.
Der Rumpf der Schiffe ist eisverstärkt (Eisklasse 1A).
Die Decksaufbauten befinden sich weit hinten. An Bord stehen neun Einzelkabinen für die Schiffsbesatzung zur Verfügung, von denen eine als Reserve vorgesehen ist. Hinter den Decksaufbauten befindet sich auf der Backbordseite ein Freifallrettungsboot.

## Schiffe
| FPC 6250 | FPC 6250  | FPC 6250   | FPC 6250                                     | FPC 6250                                                 |
| Bauname  | Baunummer | IMO-Nummer | Kiellegung Stapellauf Ablieferung            | Umbenennungen und Verbleib                               |
| -------- | --------- | ---------- | -------------------------------------------- | -------------------------------------------------------- |
| Emssun   | 329       | 9372212    | 1. März 2007 25. April 2008 15. Februar 2011 | 2016: Johanna Helena, 2019: Storoe, 2021: Johanna Helena |
| Emssky   | 330       | 9393785    | 4. Juni 2007 3. Januar 2010 15. Februar 2011 | 2016: Eleonora, 2019: Skarpoe, 2021: Eleonora            |